# 国鉄スハ43系客車の新旧番号対照
国鉄スハ43系客車の新旧番号対照（こくてつスハ43けいきゃくしゃのしんきゅうばんごうたいしょう）
本項目は、日本国有鉄道が製造した、スハ43系客車の新旧番号対照及び改造工場を記載する。

## スイネ41形/マロネ41形
製造の状況
- 1949年度
  - 川崎車輛 : 1 - 4（4両）
  - 近畿車輛 : 5, 6（2両）
  - 日本車輌製造 : 7 - 12（6両）

マロネ41形への改形式（1955年7月施行）
- マロネ41 1 ← スイネ41 1
- マロネ41 2 ← スイネ41 2
- マロネ41 3 ← スイネ41 3
- マロネ41 4 ← スイネ41 4
- マロネ41 5 ← スイネ41 5
- マロネ41 6 ← スイネ41 6

- マロネ41 7 ← スイネ41 7
- マロネ41 8 ← スイネ41 8
- マロネ41 9 ← スイネ41 9
- マロネ41 10 ← スイネ41 10
- マロネ41 11 ← スイネ41 11
- マロネ41 12 ← スイネ41 12

側窓固定化改造車（20番台）
- マロネ41 21 ← マロネ41 1 TS 1963年
- マロネ41 22 ← マロネ41 3 TS 1963年
- マロネ41 23 ← マロネ41 10 TS 1964年
- マロネ41 24 ← マロネ41 11 TS 1964年
- マロネ41 25 ← マロネ41 8 OF 1964年
- マロネ41 26 ← マロネ41 9 OF 1964年

## スロネ30形
製造の状況
- 1951年度
  - 近畿車輛 : 1 - 10（10両）

電気暖房追設（6両）
- スロネ30 2001 ← スロネ30 1 ?? 1959年
- スロネ30 2002 ← スロネ30 2 ?? 1959年
- スロネ30 2003 ← スロネ30 3 OM 1959年
- スロネ30 2004 ← スロネ30 4 ?? 1959年
- スロネ30 2005 ← スロネ30 5 ?? 1959年
- スロネ30 2006 ← スロネ30 6 ?? 1959年

## スロ51形
製造の状況
- 1950年度
  - 近畿車輛 : 1 - 10（10両）
  - 帝國車輛工業 : 11 - 15（5両）
  - 新潟鐵工所 : 16 - 20（5両）
  - 日本車輌製造東京支店 : 21 - 30（10両）
  - 東急車輛製造 : 31 - 35, 56, 57（7両）
  - 川崎車輛 : 36 - 40, 51 - 55（10両）
  - 日本車輌製造 : 41 - 50（10両）
  - 日立製作所 : 58 - 60（3両）

※ 上記のうち5 - 10, 30, 31は、酷寒地（北海道）向け
電気暖房追設（9両）
- スロ51 2018 ← スロ51 18 TS 1967年
- スロ51 2019 ← スロ51 19 TS 1967年
- スロ51 2020 ← スロ51 20 TS 1967年
- スロ51 2022 ← スロ51 22 NG 1966年
- スロ51 2023 ← スロ51 23 NG 1967年
- スロ51 2025 ← スロ51 25
- スロ51 2029 ← スロ51 29 NG 1967年
- スロ51 2040 ← スロ51 40 NG 1967年
- スロ51 2047 ← スロ51 47 NG 1966年

## スロ52形
スロ51形の酷寒地形で、全車がスロ51形の改造車である。
- スロ52 1 ← スロ51 5 GK 1951年
- スロ52 2 ← スロ51 6 GK 1951年
- スロ52 3 ← スロ51 7 GK 1951年
- スロ52 4 ← スロ51 8 GK 1951年
- スロ52 5 ← スロ51 9 GK 1951年
- スロ52 6 ← スロ51 10 GK 1951年
- スロ52 7 ← スロ51 30 GK 1951年
- スロ52 8 ← スロ51 31 GK 1951年
- スロ52 9 ← スロ51 53 GK 1953年
- スロ52 10 ← スロ51 54 GK 1953年

- スロ52 11 ← スロ51 55 GK 1953年
- スロ52 12 ← スロ51 50 GK 1951年
- スロ52 13 ← スロ51 48 GK 1964年
- スロ52 14 ← スロ51 49 GK 1964年
- スロ52 15 ← スロ51 3 GK 1965年
- スロ52 16 ← スロ51 13 AK 1966年
- スロ52 17 ← スロ51 14 AK 1966年
- スロ52 18 ← スロ51 4 AK 1966年

## スロ53形
製造の状況
- 1951年度
  - 近畿車輛 : 1 - 10（10両）
  - 日本車輌製造 : 11 - 30（20両）

## スロ54形
製造の状況
- 1952年度
  - 日本車輌製造 : 1 - 5, 11 - 15, 26 - 30（15両）
  - 近畿車輛 : 6 - 10, 16 - 25（15両）
  - 汽車製造 : 31, 32（2両）
- 1954年度
  - 日本車輌製造東京支店 : 33 - 42（10両）
- 1955年度
  - 日本車輌製造東京支店 : 43 - 47（5両）

マロ55形の台車交換による再編入（2両）
- スロ54 26[II] ← マロ55 26 TS 1965年
- スロ54 29[II] ← マロ55 29 TS 1965年

電気暖房追設（18両）
- スロ54 2013 ← スロ54 13 TS 1966年
- スロ54 2018 ← スロ54 18 OF 1966年
- スロ54 2019 ← スロ54 19 OF 1966年
- スロ54 2021 ← スロ54 21 OF 1966年
- スロ54 2031 ← スロ54 31 TS 1967年
- スロ54 2032 ← スロ54 32 TS 1967年
- スロ54 2036 ← スロ54 36 OF 1966年
- スロ54 2037 ← スロ54 37 OF 1966年
- スロ54 2038 ← スロ54 38 OF 1966年

- スロ54 2039 ← スロ54 39 OF 1966年
- スロ54 2040 ← スロ54 40 OF 1966年
- スロ54 2041 ← スロ54 41 OF 1966年
- スロ54 2042 ← スロ54 42 OF 1966年
- スロ54 2043 ← スロ54 43 OF 1966年
- スロ54 2044 ← スロ54 44 OF 1967年
- スロ54 2045 ← スロ54 45 OF 1967年
- スロ54 2046 ← スロ54 46 OF 1967年
- スロ54 2047 ← スロ54 47 OF 1967年

酷寒地（北海道）向け改造（11両）
- スロ54 501 ← スロ54 7 GK 1968年
- スロ54 502 ← スロ54 14 GK 1969年
- スロ54 503 ← スロ54 25 GK 1969年
- スロ54 504 ← スロ54 27 GK 1968年
- スロ54 505 ← スロ54 28 GK 1969年
- スロ54 506 ← スロ54 30 GK 1968年
- スロ54 507 ← スロ54 8 GK 1969年
- スロ54 508 ← スロ54 10 GK 1969年
- スロ54 509 ← スロ54 1 GK 1969年
- スロ54 510 ← スロ54 2 GK 1969年
- スロ54 511 ← スロ54 3 GK 1969年

## マロ55形
スロ54形への冷房装置取り付け改造車
- マロ55 26 ← スロ54 26 KK 1964年
- マロ55 29 ← スロ54 29 KK 1964年

## スロフ51形
全車がスロ51形からの改造車である。
- スロフ51 2016 ← スロ51 16 OF 1966年
- スロフ51 2017 ← スロ51 17 OF 1966年
- スロフ51 2026 ← スロ51 26 OF 1967年
- スロフ51 2027 ← スロ51 27 OF 1966年
- スロフ51 38 ← スロ51 38 KK 1966年
- スロフ51 2039 ← スロ51 39 TS 1966年
- スロフ51 43 ← スロ51 43 KK 1966年
- スロフ51 2056 ← スロ51 56 TS 1967年

## スロフ52形
全車がスロ52形からの改造車である。
- スロフ52 1 ← スロ52 11 GK 1966年
- スロフ52 2 ← スロ52 12 GK 1966年

## スロフ53形
全車がスロ53形からの改造車である。
- スロフ53 1 ← スロ53 6 MO 1961年
- スロフ53 2 ← スロ53 7 MO 1961年
- スロフ53 3 ← スロ53 8 MO 1961年
- スロフ53 4 ← スロ53 26 OM 1963年
- スロフ53 5 ← スロ53 27 OM 1962年
- スロフ53 6 ← スロ53 28 OM 1962年
- スロフ53 7 ← スロ53 29 OM 1962年
- スロフ53 8 ← スロ53 30 OM 1963年
- スロフ53 9 ← スロ53 10 OM 1963年
- スロフ53 10 ← スロ53 23 OM 1962年
- スロフ53 11 ← スロ53 24 OM 1963年
- スロフ53 12 ← スロ53 25 OM 1963年
- スロフ53 13 ← スロ53 16 TS 1963年
- スロフ53 14 ← スロ53 17 TS 1963年
- スロフ53 15 ← スロ53 19 TS 1963年

- スロフ53 16 ← スロ53 20 TS 1963年
- スロフ53 17 ← スロ53 21 TS 1963年
- スロフ53 18 ← スロ53 22 TS 1962年
- スロフ53 19 ← スロ53 11 NN 1963年
- スロフ53 20 ← スロ53 13 NN 1964年
- スロフ53 21 ← スロ53 12 NN 1964年
- スロフ53 22 ← スロ53 1 TS 1963年
- スロフ53 23 ← スロ53 2 TS 1963年
- スロフ53 24 ← スロ53 9 TS 1963年
- スロフ53 25 ← スロ53 4 TS 1963年
- スロフ53 26 ← スロ53 5 TS 1963年
- スロフ53 27 ← スロ53 18 HB 1964年
- スロフ53 28 ← スロ53 14 HB 1964年
- スロフ53 29 ← スロ53 15 HB 1964年
- スロフ53 30 ← スロ53 3 HB 1964年

電気暖房追設（7両）
- スロフ53 2017 ← スロフ53 17 TS 1966年
- スロフ53 2019 ← スロフ53 19 NG 1966年
- スロフ53 2020 ← スロフ53 20 NG 1966年
- スロフ53 2021 ← スロフ53 21 NG 1967年
- スロフ53 2024 ← スロフ53 24 NG 1967年
- スロフ53 2025 ← スロフ53 25 TS 1966年
- スロフ53 2026 ← スロフ53 26 TS 1966年